# Национална сигурност
Националната сигурност е системата от мерки, предприети от една държава, за да си осигури своето оцеляване и безопасност. Националната сигурност включва предотвратяването на заплахи — отвътре (вътрешни) и отвън (външни), както и закрилата и благосъстоянието на гражданите (населението).
Единствената легална дефиниция за Национална сигурност в българското законодателство е посочена в Закона за управление и функциониране на системата за защита на националната сигурност – Чл. 2: „Национална сигурност е динамично състояние на обществото и държавата, при което са защитени териториалната цялост, суверенитетът и конституционно установеният ред на страната, когато са гарантирани демократичното функциониране на институциите и основните права и свободи на гражданите, в резултат на което нацията запазва и увеличава своето благосъстояние и се развива, както и когато страната успешно защитава националните си интереси и реализира националните си приоритети“.
Един от първите специални документи, върху който почива и се изгражда националната сигурност е Концепцията за национална сигурност, приета с Решение на XXXVIII НС от 16 април 1998 г. (ДВ, бр. 46 от 22.04.1998 г.).
Приета е „Актуализирана Стратегия за национална сигурност на Република България“ с Решение на НС от 14.03.2018 г., обн., ДВ, бр. 26 от 23.03.2018 г.
Националната сигурност, също така представлява комплекс от мерки и правила, разписани в около 85 (осемдесет и пет) нормативни акта на Република България, които действат като система.
Мерките, предприети за да се осигури националната сигурност, включват:
- поддържането на въоръжени сили;
- повишаване степента на гражданската отбрана (в тесен, широк и институционален смисъл) и готовност за действия при аварийни, кризисни, бедствени ситуации;
- опитите да се създаде подвижност в инфраструктурата на държавата;
- поддържането на разузнавателни служби за разкриване на заплахи;
- защитата на класифицираната информация;
- други